# Michel Maïque
Pas d'image ? Cliquez ici

a Compétitions nationales et continentales officielles uniquement.

b Matchs officiels uniquement.
Michel Maïque, né le 13 juillet 1948 à  Conilhac-Corbières et mort le 12 septembre 2021 à Carcassonne (Aude),, est un joueur international français de rugby à XIII et homme politique français.
Il connaît en rugby à XIII une carrière avec succès avec son club du FC Lézignan dans les années 1970 avec un titre de Championnat de France en 1978 et de Coupe de France en 1970. Il brille également sous le maillot de l'équipe de France, restant encore aujourd'hui le dernier capitaine d'un XIII de France victorieuse de l'Australie en 1978. Il assure par la suite le rôle d'entraîneur de l'équipe de France dans les années 1980. Au côté de sa carrière sportive, il est professeur des écoles à Capendu, en Haïti et à Lagrasse.
A la fin des années 1980, il devient élu et adjoint aux sport sur la commune de Lézignan avant de devenir maire de la ville entre 2009 et 2020.

## Biographie
Il a été maire socialiste de Lézignan-Corbières de 2009 à 2020.
Ancien troisième ligne du FC Lézignan, il est international français à 8 reprises de 1974 à 1979. Il est, avec le XIII de France, vainqueur des Australiens en 1978 et entraîneur de l'équipe de France de 1982 à 1983. Il prend sa retraite de rugbyman à l'âge de 32 ans en 1980. Dans le civil, il est instituteur.
Il est apparenté aux frères Lacans, dont il est le cousin. Son beau père est l'ancien international de rugby à XIII Michel Lopez.
Il meurt d'une pancréatite aigüe le 12 septembre 2021.
Il est inhumé au cimetière de Conilhac-Corbières.

## Palmarès
- Collectif : 
  - Vainqueur du Championnat de France : 1978 (Lézignan).
  - Vainqueur de la Coupe de France : 1970 (Lézignan).
  - Finaliste du Championnat de France : 1976 (Lézignan).
  - Finaliste de la Coupe de France : 1971, 1974 et 1978 (Lézignan).

### En sélection

#### Coupe du monde
| Édition    | Rang | Résultats France | Résultats Maïque | Matchs Maïque |
| ---------- | ---- | ---------------- | ---------------- | ------------- |
| Monde 1975 | 5e   | 1 v, 1 n, 6 d    | 0 v, 0 n, 2 d    | 2/8           |

Légende : v = victoire ; n = match nul ; d = défaite.

#### Coupe d'Europe
| Édition | Rang | Résultats France | Résultats Maïque | Matchs Maïque |
| ------- | ---- | ---------------- | ---------------- | ------------- |
| 1975    | 3e   | 0 v, 0 n, 2 d    | 0 v, 0 n, 1 d    | 1/2           |
| 1979    | 2e   | 1 v, 0 n, 1 d    | 1 v, 0 n, 1 d    | 2/2           |

Légende : v = victoire ; n = match nul ; d = défaite.

#### Détails en sélection
| 1. | 17 février 1975  | Grande-Bretagne | 0-29  | Test-match     | Deuxième ligne  | - | - | - | - |
| 1. | 16 février 1975  | pays de Galles  | 8-21  | Coupe d'Europe | Deuxième ligne  | - | - | - | - |
| 4. | 21 juin 1975     | Australie       | 6-26  | Coupe du monde | Deuxième ligne  | - | - | - | - |
| 5. | 6 novembre 1975  | pays de Galles  | 2-23  | Coupe du monde | Remplaçant      | - | - | - | - |
| 6. | 26 novembre 1978 | Australie       | 13-10 | Tournée        | Troisième ligne | - | - | - | - |
| 7. | 10 décembre 1978 | Australie       | 11-10 | Tournée        | Troisième ligne | - | - | - | - |
| 8. | 4 février 1979   | pays de Galles  | 15-8  | Coupe d'Europe | Troisième ligne | - | - | - | - |
| 9. | 24 mars 1979     | Angleterre      | 6-12  | Coupe d'Europe | Troisième ligne | - | - | - | - |